# Faisel Al-Khodaim
Faisel Al-Khodaim (Arabic:فيصل الخديم) (sinh ngày 18 tháng 8 năm 1988) là một cầu thủ bóng đá người Các Tiểu vương quốc Ả Rập Thống nhất. Hiện tại anh thi đấu cho Baniyas.